# Banka za međunarodna poravnanja
Banka za međunarodna poravnanja (eng. Bank for International Settlements, BIS) međunarodna je financijska institucija u vlasništvu središnjih banaka koja promiče međunarodnu monetarnu i financijsku suradnju i služi kao banka središnjim bankama. Naziva se i Banka za međunarodne namire i Banka za međunarodne nagodbe.
BIS obavlja svoj rad kroz sastanke, programe i kroz Baselski proces - ugošćuje međunarodne grupe koje teže globalnoj financijskoj stabilnosti i olakšava njihovu interakciju. Također pruža bankarske usluge, ali samo središnjim bankama i drugim međunarodnim organizacijama. Sjedište banke je u Baselu u Švicarskoj, s predstavništvima u Hong Kongu i Mexico Cityju.
BIS je osnovan 1930. godine međuvladinim sporazumom između: Njemačke, Belgije, Francuske, Ujedinjenog Kraljevstva, Italije, Japana, Sjedinjenih Država i Švicarske. Počeo je raditi u Baselu 17. svibnja 1930.
BIS je izvorno trebao olakšati reparacije nametnute Njemačkoj Versajskim ugovorom nakon Prvog svjetskoga rata i djelovati kao povjerenik za međunarodni zajam njemačke vlade (Youngov plan) koji je nastao 1930. Potrebu za osnivanjem namjenske institucije za tu svrhu predložio je 1929. Youngov odbor, a to je dogovoreno u kolovozu te godine na konferenciji u Haagu. Statut banke sastavljen je na Međunarodnoj konferenciji bankara u Baden-Badenu u studenom, a usvojen na drugoj Haškoj konferenciji 20. siječnja 1930. 
Prema statutu, dionice u banci mogli su imati pojedinci i nevladine organizacije. Međutim, prava glasa i zastupanja na Glavnoj skupštini banke trebale su imati isključivo središnje banke zemalja u kojima su dionice izdane. Prema ugovoru sa Švicarskom, BIS je u toj zemlji imao korporativno postojanje i sjedište. Banka je također uživala određeni imunitet u državama ugovornicama (Bruxelleski protokol 1936.)